# Stazione di Cesano Boscone
La stazione di Cesano Boscone è una fermata ferroviaria posta sulla linea Milano-Mortara, a servizio dell'omonimo comune.

## Storia
La fermata di Cesano Boscone fu attivata il 7 dicembre 2009, in contemporanea con il raddoppio del binario.

## Strutture e impianti
La fermata conta 2 binari, uno per ogni senso di marcia, serviti da 2 banchine laterali parzialmente coperte, collegate da un sottopassaggio.

## Movimento
La fermata è servita dai treni della linea S9 (Saronno-Milano-Albairate) del servizio ferroviario suburbano di Milano, con frequenza semioraria.

### Esplicative
1. ↑  Il sottopassaggio permette l'ingresso e l'uscita dalla stazione solo sul lato nord della ferrovia, attraverso l'unico accesso della struttura sito in fondo al parcheggio affacciato su via Enrico De Nicola; sul lato sud della ferrovia, sulla banchina del binario per i treni in direzione Albairate-Vermezzo, è presente una predisposizione alla realizzazione di un accesso ciclopedonale verso Via Alzaia Trieste, il quale a Maggio del 2017 è comunque ancora totalmente incompiuto e inutilizzabile, terminando immediatamente contro le mura di cinta di un limitrofo piazzale privato.

### Bibliografiche
1. ↑   Impianti FS, in I Treni, n. 322, Salò, Editrice Trasporti su Rotaie, gennaio 2010,  pp. 6-7, ISSN 0392-4602 (WC · ACNP).
2. ↑  Trenord - Orario estivo 2011 Archiviato il 17 giugno 2011 in Internet Archive. (ultimo accesso 12 giugno 2011)